# Kanszai dialektus

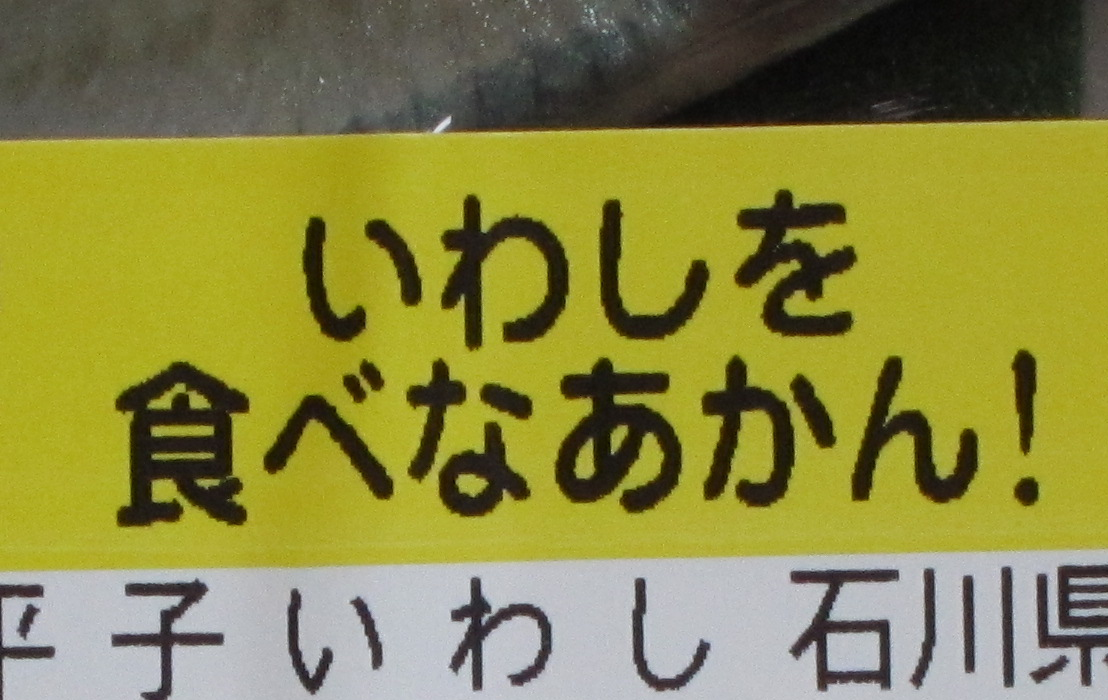
Címke Kanszaiban. A reklámszöveg Iwashi o tabena akan! jelentése: "Szardíniát kell enned!"

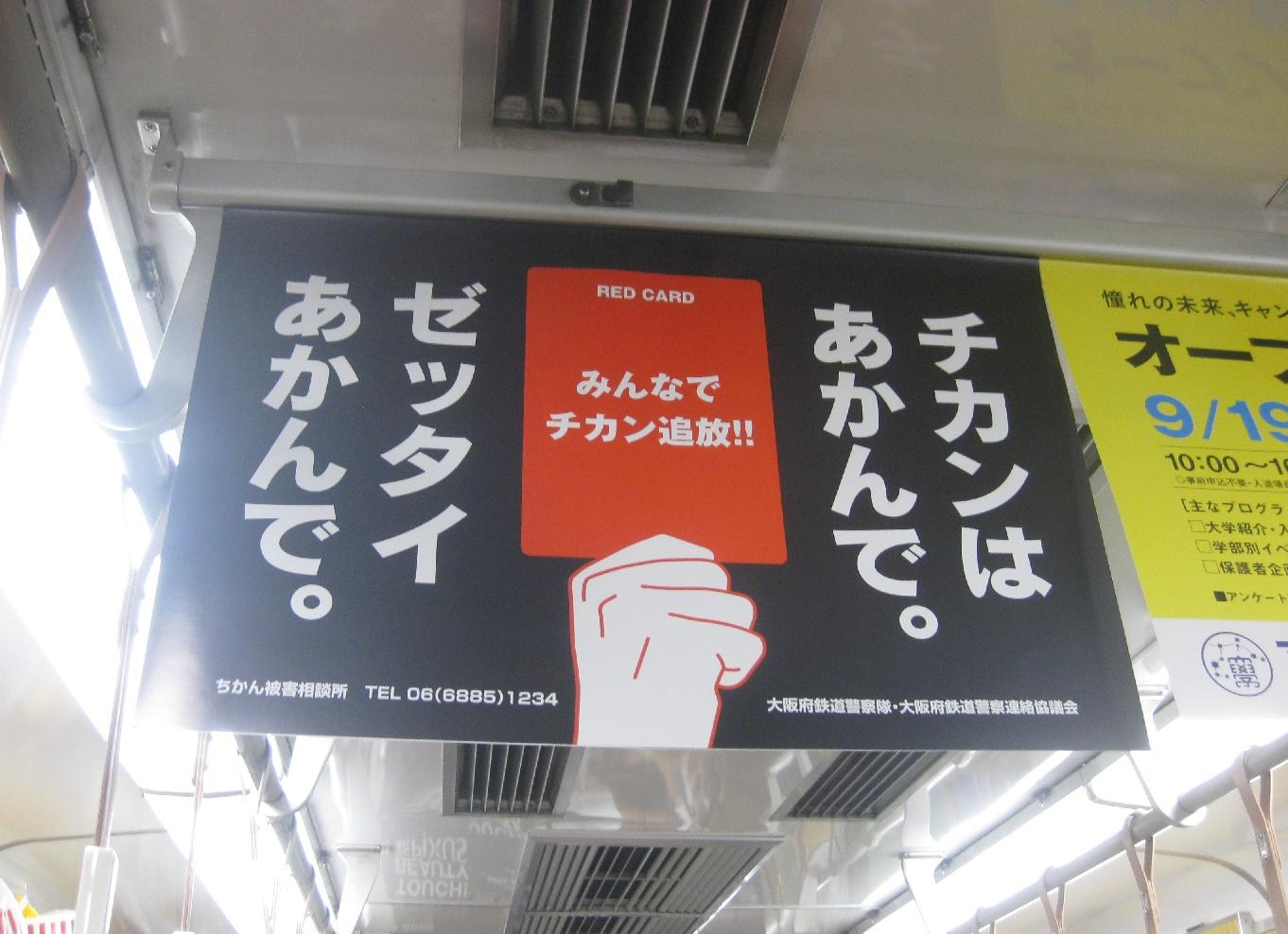
Egy kanszai dialektusban íródott plakát. A szöveg Chikan wa akan de. Zettai akan de egy figyelmeztetés, mely szerint "A tapizás tilos. Minden esetben tilos."

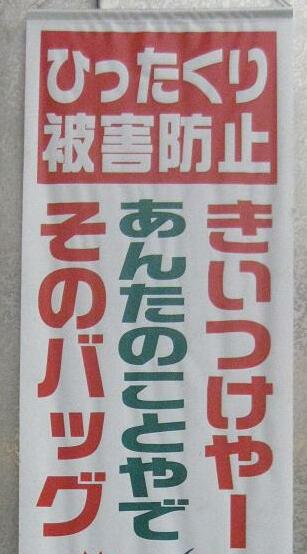
Egy kanszai dialektusban íródott figyelmeztetés. Kii tsuke yaa, Anta no koto ya de, Sono baggu azaz "Vigyázzon táskájára, értékeire"

A kanszai dialektus (関西弁, 関西方言 Kansai-ben, Kansai hōgen) Japán Kanszai régiójában beszélt dialektus csoportok egyike. A köznapi japán nyelv Kanszai-bennek nevezi, de használják a Kinki dialektus megnevezést is. A kiotói és oszakai nyelvjárásokat, különösen az Edo korszakban, hívták Kamigata nyelvjárásoknak is. A Kanszai dialektust gyakran Oszaka, a Kanszai régió legnagyobb városában beszélt nyelvjárással azonosítják, melyet Oszaka-bennek hívnak. Ezt a nyelvjárást a sztenderd japán nyelvet beszélők egyszerre dallamosabbnak és nyersebbnek tartják.

## Háttértörténet
Mivel Oszaka a régió legnagyobb városa, és az elmúlt században ez a város kapta a legnagyobb figyelmet a médiától, a más nyelvjárásokat beszélők gyakran azonosítják az oszakai dialektust az egész Kanszai régió nyelvjárásával. Valójában azonban a kanszai nyelvjárás nem egyetlen dialektusra utal, hanem egy csoport egymással kapcsolatban álló nyelvjárást jelent, amit ezen a területen használnak. Minden nagyobb város és prefektúra külön nyelvjárással rendelkezik.
A legelterjedtebb kanszai dialektust az úgynevezett Keihansinban, azaz Kiotóban, Oszakában és Kóbéban, és e metropolitán városok 50 kilométeres körzetében beszélik. Ebben a szócikkben főként a Sóva- és Heiszei-korszakokban ezen a területen beszélt nyelvjárásokról van szó.
Más területek nyelvjárásai más alapvető jellemzőkkel rendelkeznek az általános kanszai nyelvjáráshoz képest. A Tadzsima és a Tango (a Maizuru kivételével) nyelvjárások a régió északkeleti területén túlságosan különböznek ahhoz, hogy a kanszai nyelvjárások közé soroljuk őket, ezért ezeket gyakran a Csúgoku nyelvjárások közé soroljuk. A Kii-félsziget délkeleti részén, köztük Tocukavában és Ovaszében beszélt nyelvjárások, szintén lényegesen különböznek a kanszai dialektustól, ezeket önálló csoportnak tekintjük. A Sikoku és Hokuriku nyelvjárások nagyban hasonlítanak a kanszai dialektusokra, ezeket mégis külön csoportba soroljuk.

## Történelem
A dialektus több, mint 1000 éves történelemmel rendelkezik. Mikor Kinai régió városai, például Nara és Kiotó birodalmi fővárosok voltak, a Kinai nyelvjárás, ami a kanszai dialektus elődje volt, volt a hivatalos japán nyelvjárás. Az egész ország nyelvjárására nagy hatással volt, beleértve az Edo dialektust, ami a modern tokiói nyelvjárás elődje. A kiotói értelmiség által kidolgozott irodalmi stílus lett a klasszikus japán nyelv alapja.
Mikor a Tokugava sógunátus uralma alatt Japán katonai és politikai központja Edoba lett áthelyezve, a kanszai dialektus helyét az Edo dialektus vette át. A Meidzsi-restauráció és a főváros Kiotóból Tokióba költöztetésével, a kanszai dialektus végleg területi dialektussá vált. Mikor az országos oktatás és a média terjedése általánossá vált Japánban, néhány tulajdonsága és területi jellemzője a dialektusnak elveszett, vagy megváltozott. De mivel körülbelül 20 millió lakosával Kanszai a második legnépesebb japán régió, ezért a kanszai dialektus ma is a legelterjedtebb és legismertebb japán nyelvjárás. A kanszai nyelvjárás idiómái néha más nyelvjárásokban is elterjednek, beleértve az általános japánt. Sok Kanszai régióbeli ember erősen kötődik a saját nyelvjárásához, és erős területi rivalizálást mutat a Tokiói nyelvjárással.
A Taisó-kor óta a manzai nevű japán szórakoztató műfaj Oszakában fejlődött, és nagy számú oszakai humorista jelent meg a japán médiában, akik oszakai nyelvjárást beszéltek. Emiatt a kanszai nyelvjárást beszélőket gyakran viccesebbnek és bőbeszédűbbnek jellemzik, mint más japán nyelvjárást beszélőket. Ezért a tokiói emberek néha utánozzák a kanszai nyelvjárást, ha humorosak akarnak lenni.

## Fonológia
Hangzásbeli szempontból a kanszai dialektusra jellemzőek az erős magánhangzók és mássalhangzók a tokiói dialektussal ellentétben, de a fonémák alapja hasonló. A jellemző különbségek a tokiói és a kanszai dialektusok között a következők:

### Magánhangzók
- Az /u/ közelebb áll a magyarban is használt [u] hanghoz, mint a [ɯ]-hez, ellentétben a tokiói dialektussal.
- A sztenderd japán nyelvben gyakori a magánhangzó-rövidülés, mely a kanszai dialektusban ritka. Például az udvarias です(desu) kapcsolószó a sztenderd japán nyelvben [desz]-ként ejtendő, míg a Kanszai régióban sokkal inkább [deszu] vagy [deszü].
- Egyes regiszterek szerint a tokiói beszélt nyelvben az あい、あえ、おい /ai, ae, oi/ végződések gyakran összeolvadnak egy hosszú ええ /e/ hangra a szavak végén. Például 旨い /umái/ helyett うめえ /umee/, 凄い /szugoi/ helyett pedig a すげえ /szugee/ alakok használatosak. Ezzel szemben a kanszai dialektusban ezek a végződések tisztán ejtődnek. Vakajamában az えい /ei/ végződés is tiszta, nem úgy, mint a sztenderd és más többi japán dialektusban, ahol szinténええ /e/-nek fuzionál.
- Visszatérő tendencia a magánhangzó hosszabbodására az egy szótagos főneveknél. Gyakori példák a きい /kii/ – 木 /ki/ „fa”, a かあ /kaa/ – 蚊 /ka/ „szúnyog”, és a めえ /mee/ – 目 /me/ „szem”.
- Ezzel ellentétben a sztenderd inflexiók lerövidülhetnek. Ez legfőképp akaratlagos igék ragozásánál figyelhető meg. Például az 行こうか? /ikó ká/ „menjünk?” szerkezet a kanszai dialektusban 行こか? /iko ká/-ra változik. Az egyetértés/beleegyezés kifejezésére használatos szerkezet, a そうだ /szó da/-t, kiejtése Kanszaiban そや/せや /szoja,szeja/.
- Mikor magánhangzók, vagy a /j/ félmagánhangzó /i, e/ hangokat követ, palatalizáció, azaz jésülés történik. Ez többnyire a /k/ hang megkettőzésével, vagy egy /n/ hang betűzésével valósul meg. Például a 好きやねん /szuki janen/ „szeretlek” kifejezésből 好っきゃねん /szukkjanen/, a 日曜日 /nicsi joːbi/ „vasárnap” szóból にっちょうび /niccsó bi/, a 賑やか /nyigijaka/ „pezsgő” melléknévből pedig にんぎゃか /nyingjaka/ lesz.

### Mássalhangzók
- A ひ /hi/ szótag közelebb áll a tényleges [hi] szótaghoz (magyar ’h’ betű), ellentétben a tokiói dialektussal, ahol inkább [ç] hallható.
- A jocugana két különböző szótagot jelöl, épp úgy, mint a tokiói dialektusban, de a kanszai dialektust beszélők a じ /dzsi/ és ず /zü/ szótagokat [ʑi]-nek és [zu]-nak ejtik, a [dʑi] és [dzɯ] helyett.
- Az intervokális /g/ hang szabadon [ŋ]-ként vagy [ɡ]- ként ejtendő, viszont a [ŋ] egyre kevésbé használatos.
- A kihívó/provokatív beszédben az [ɺ] hang [r] hanggá alakul, pont úgy, mint a tokiói sitamacsi dialektusban.
- Jellemző, hogy az /s/ hangot /h/ hanggal helyettesítik. Az /s/ néhány debbukalizációja (szájhangból glottális hanggá válás) látszólagos a legtöbb kanszai dialektust beszélőnél, viszont úgy tűnik, hogy a ragokban, toldalékokban, infelxiókban sokkal jellemzőbb, mint az alapszókincsben. Ennek hatására, például はん /han/-t használnak さん /szan/ helyett (pl: 田中さん /Tanaka szan/ -> 田中はん /Tanaka han/), まへん /mahen/ -t a ません /masen/ helyett (formális, negatív forma), まひょ /mahjo/-t ましょう /másó/ helyett, ひちや /hicsija/-t 質屋 /sicsija/ „garnélarákbolt” helyett.
- Az /m/ és a /b/ megváltozása egyes szavakban, mint például a さぶい /szabui/, mely a sztenderd nyelvben 寒い /szamui/ „hideg”.
- Főként a vidéki területeken, a /z, d, r/ hangok néha összemosódnak. Például használatos a でんでん /den den/ forma a 全然 /zen zen/ „egyáltalán nem” helyett, a かだら vagy  からら a 体 /karada/ ”test” helyett. Van egy vicc, mely magyarázza ezt a keveredést: 淀川の水飲んれ腹らら下りや /jorogava no miru noNre hara rarakurari ja/. Ugyanez sztenderd nyelven: 淀川の水飲んで腹だだ下りや /jodogava no mizu noNde hara dadakudari ja/ ”Ittam a Jodo folyó vizéből, s rámjött a hasmenés”.[6]
- Az /r/  + mássalhangzó az igeragozásban /N/ hanggá alakul, úgy mint a kollokviális tokiói beszédben. Például 何してるねん? /nanyi shiteru nen/ ” Mit csinálsz?” sokszor  何してんねん? alakká változik a kanszai dialektusban.

### Hangmagasság

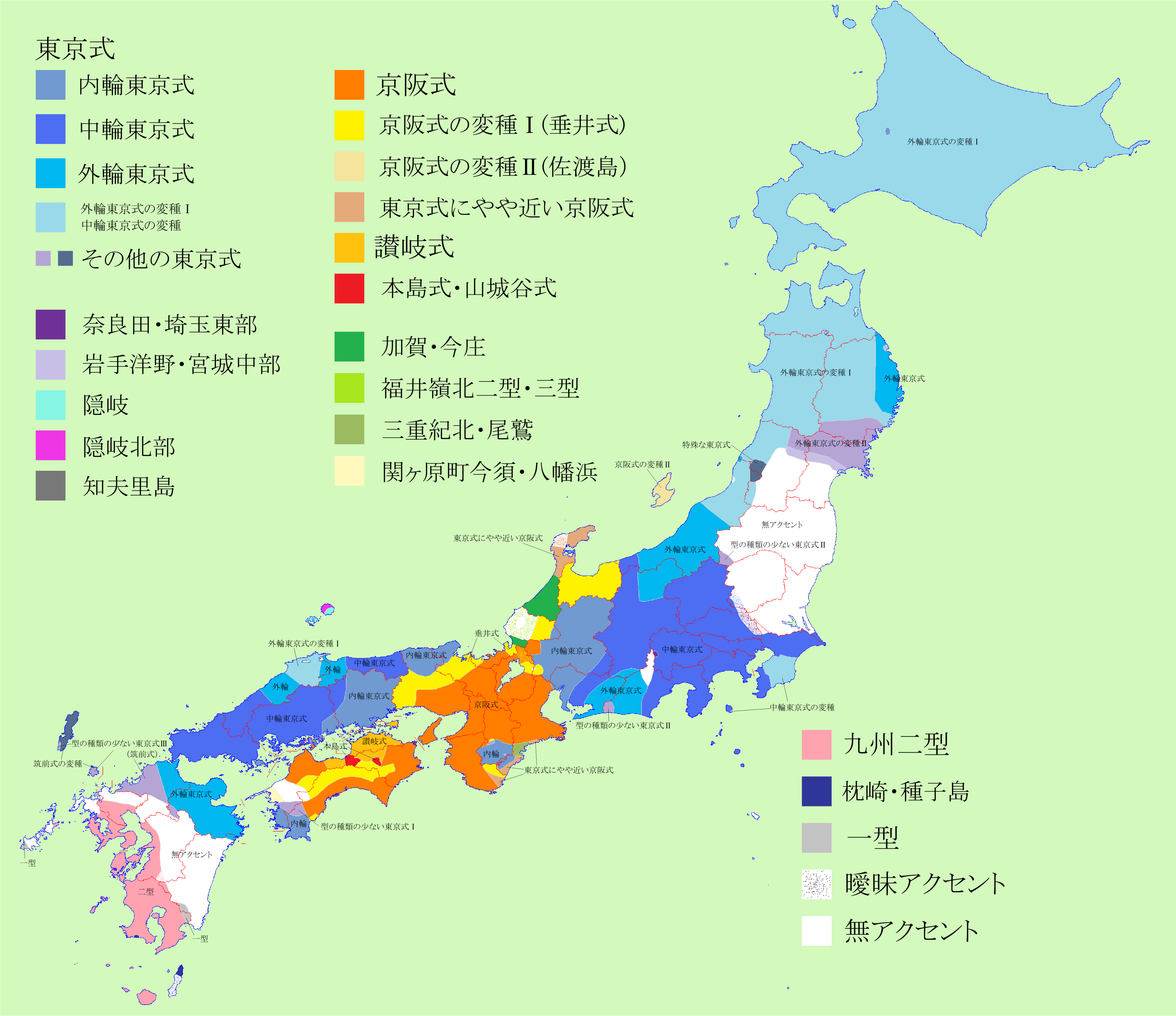
Japán akcentus térkép. A Kiotó-Oszaka típusú akcentust a narancssárga, míg a tokiói akcentust a kékkel jelölt területeken beszélik.

A Kanszai dialektusban megjelenő hangmagasság nagyban különbözik a sztenderd tokiói akcentustól, aminek köszönhetően a nem kanszáiak könnyedén, akár csak ebből, felismerik a kanszai dialektust beszélőket. A köznapi japán elnevezése a Kanszai akcentusnak: Kiotó-Oszaka típusú akcentus (京阪式アクセント, Keihan-siki akuszento). Ez az elnevezés Kanszaiban, Sikokuban, és a Csúbu régió nyugati részén használatos. A tokiói akcentus csak downstepek által különböztet meg egyes szavakat, viszont a kanszai akcentus a szón belüli legelső tónus alapján is, szóval a kanszai dialektus több hangmagasság-mintát követ, mint a tokiói. A tokiói akcentusban a hangmagasság az első és második mora között általában megváltozik, de a kanszai akcentusban nem mindig.
A következőkben egy, a kanszai hangsúlyozás jellegzetességeit bemutató táblázat látható. A ”M” betű a magas, az ”A” betű az alacsony hangmagasságot jelöli:
1. Magasan kezdődő hangsúlyozás (高起式 kóki-siki?), vagy lapos-egyenes hangsúlyozás (平進式 Heishin-shiki):
  - A magas hangmagasság csak az első morán jelenik meg, a többi alacsony: M-A, M-A-A, M-A-A-A, stb.
  - A magas hangmagasság folytatódik a kötött morákon is, a többi alacsony: M-M-L, M-M-L-L, M-M-M-L, stb.
  - A magas hangmagasság az utolsó moráig folytatódik: M-M, M-M-M, M-M-M-M, stb.
2. Alacsonyan kezdődő hangsúlyozás (低起式 teiki-siki?), vagy emelkedő hangsúlyozás (上昇式 dzsósō-siki?):
  - A hangmagasság drasztikusan megemeli a középső kötött morát, majd ismét lecsökken: A-M-A, A-M-A-A, A-A-M-A, stb.
  - A hangmagasság drasztikusan megemeli az utolsó morát: A-A-M, A-A-A-M, A-A-A-A-M, stb.
    - Ha partikulák kapcsolódnak a szó végéhez, akkor az össze többi mora alacsony lesz: A-A-A(-M), A-A-A-A(-M), A-A-A-A-A(-M)

  - A két morás szavaknál két hangsúlyrendszer van. Mindkettőt az utóbbi években fedezték fel: A-M, A-M(-A)[7]
    - A második mora hirtelen emelkedik, aztán lesüllyed. Ha viszont partikulát kapcsolunk hozzá, akkor a süllyedés sokszor észrevétlenül történik: A-MA, A-MA(-A) vagy A-M(-A)
    -  A második mora nem süllyed. Ha partikulát kapcsolunk a szó végéhez, akkor mindkét mora alacsony hangsúlyú lesz: A-M, A-A(-M)

A kanszai akcentusnak léteznek helyi variációi. A tradicionális premodern kanszai akcentust Sikokun, és a Kii-félsziget egyes részein, például Tanabe városában őrizték meg. Még Kiotó és Oszaka között is (mely 30 percnyi vonatút), pár szó zenei hangsúlya különbséget mutat. Például a 東京行きました /Toːkjː ikimasita/ ”Tokióba mentem” jelentésű mondat Oszakában így: M-M-M-M-M-M-M-A-A, míg Tokióban így: A-A-A-A-M-M-A-A-A ejtendő.
|                          |            | Kanszai   | Tokió     | Magyar                    |
| ------------------------ | ---------- | --------- | --------- | ------------------------- |
| Hashi /hási/             | 橋         | M-A       | A-M(-A)   | híd                       |
| Hashi /hási/             | 箸         | A-M       | M-A       | evőpálcika                |
| Hashi /hási/             | 端         | M-M       | A-M(-M)   | valaminek a széle         |
| Nihon /nyihon/           | 日本       | M-A-A     | A-M-A     | Japán                     |
| Nihon /nyihon/           | 二本       | A-A-M     | M-A-A     | 2 db hengeres dolog (hon) |
| Kon'nichiwa /konnicsivá/ | 今日は     | A-M-A-A-M | A-M-M-M-M | Jó napot!                 |
| Arigato /árigátó/        | ありがとう | A-A-A-M-A | A-M-A-A-A | Köszönöm                  |

## Nyelvtan
A kanszai dialektus szavainak jelentős része a klasszikus japán nyelv szavainak összevonásából jöttek létre (efféle összevonások szokatlanul hatnak a sztenderd japán nyelvben). Például a chigau /csigau/ 'különböző, rossz' chau /csau/, a yoku /joku/ 'jó' yō /jó/, az omoshiroi /omosiroi/ 'érdekes, vicces' pedig omoroi lesz. Ezek az összevonások hasonló inflexiós szabályokat követnek, mint a sztenderd japán nyelvben használt ”társaik”, szóval a chau /csau/ udvarias alakja chaimasu /csaimasz/, a sztenderd japán ige, a chigau /csigau/ pedig chigaimasu /csigaimasz/ lesz.

### Igék
A kanszai dialektusban szintén két fajta szabályos ige, a 五段 /godán/ igék (-u végű igék), és az 一段 /icsidán/ igék (-ru végű igék) használatosak, s továbbá két szabálytalan ige, a 来る /kuru/ (jönni) és a する /suru/ (csinálni), de néhányuk ragozása különbözik a sztenderd japánban megszokottól. 
A sztenderd japán igei inflexióiban (azon belül is a godan igéknél) megtalálható kettős mássalhangzókat általában magánhangzóval helyettesítik a kanszai dialektusban (gyakran rövidülés figyelhető meg a 3 morás igéknél). Ennélfogva az 言う /iü, jü/ (mondani) múlt idejű alakja a sztenderd japán nyelvben 言った /ittá/ vagy /jüttá/ (mondta), a kanszai dialektusban pedig 言うた /jűtá/ lesz. A szabályos igehasználat szinte majdhogynem lehetetlen vállalkozás egy Kanszaiban nevelkedett beszélőnek, ugyanis legtöbbjük akaratlanul is, de 言うて /jűte/-t mondanak 言って /itte/ vagy /jütte/ helyett, még akkor is, ha gyakorlott használói a sztenderd japán nyelvnek. További példák a kettős magánhangzókra: 笑った /váráttá/ (nevetett), mely 笑うた /várótá/ vagy わろた /várota/ lesz, és a 貰った /moráttá/ (kaptam), mely a貰うた /morótá/, もろた /morotá/ vagy akár もうた /mótá/ formát is felveheti.
Az összetett てしまう/te simáu/ ’valamit befejezni, valamit figyelmetlenül elkövetni’ szerkezet a tokiói kollokviális beszédben ちまう /csimáu/-vá rövidül, a kanszai dialektusban viszont a てまう /te máu/ szerkezet használatos. Ennélfogva a しちまう /si csimáu/ vagy しちゃう /si csáu/ してまう /si temáu/-vá alakul.  Továbbá a しまう /si máu/ igére is hatással vannak ugyanazok a hangváltozások, melyeket a többi 五段 /godan/ tipusú  igénél figyelhetünk meg. A múlt idejű alakja ennek a formának てもうた /te móta/ vagy てもた /te mota/, s nem pedig ちまった /csimatta/ vagy ちゃった /csatta/. Például míg a 忘れる /vászureru/ ’elfelejteni’ ige egyes szám első személyű, múlt idejű, szótári alakja Tokióban 忘れちまった /vaszurecsimatta/ vagy 忘れちゃった　/vasurecsatta/, addig Kanszaiban 忘れてもうた /vasuretemóta/ vagy 忘れてもた /vasuretemota/.
Az akaratlagos forma hosszú magánhangzója általában lerövidül. Például a 使おう /cukáó/-ból 使お /cukáo/, a 食べる /taberu/ ’enni’ akaratlagos alakjából pedig 食べよ /tábejo/ lesz. A szabálytalan する /szuru/ ’csinálni’ ige szabálytalanul ragozódik: しょ(う) /so,só/, mely Tokióban しよう /sijó/. Az akaratlagos alakja egy másik szabálytalan igének, a 来る /kuru/ ’jönni’-nek, 来よう /kojó/ lesz, éppúgy, mint a tokiói dialektusban, viszont ha összetett igeként szerepel (てくる /te kuru/), akkor a szokásos てこよう formából てこ(う) lesz.
A műveltető igei végződést, az /-aszeru/-t, általában /-aszu/ végződéssel helyettesítik. Például a させる /szaszeru/ igéből (mely a /szuru/ 'csinálni' műveltető alakja) さす /szaszu/, az 言わせる /ivaszeru/-ból (az  言う /iü/  'mondani' műveltető alakja)  言わす /ivaszu/ lesz. A -te formájából /-aszete/, a befejezett formájából /-aszeta/, /asite/ és /asita/ formák képződnek. Tranzitív icsidán igékben is megjelennek, mint a 見せる /miszeru/ 'megmutatni', ahol a  見せて /miszete/ formából 見して /misite/ alak képződik.
A godan igék feltételes える /-eru/, és az icsidan igék られる /-rareru/ végződése, mely az utóbbi időben egy sima れる /-reru/ alakká rövidült, megegyezik a sztenderd és a kanszai japánt beszélők között. Viszont ahhoz, hogy negatív alakot képezzünk, ki kell cserélnünk a sztenderd nyelvben használt  ない /-nai/ végződést egy sima ん /-N/-re, vagy へん /-heN/ végződésre. Azonban, főleg Oszakában, a godan igék feltételes negatív alakját /-enai/ sokszor helyettesítik egy /-arehen/ végződéssel. Például 行かれへん /ikareheN/-t használnak 行けない /ikenai/ és 行けへん /ikeheN/ 'Nem tudok menni' alakok helyett. Ez azért van, ugyanis az /-ehen/ végződés egybeesne az Oszakában használt tagadó végződéssel. A Japán nyugati részén beszélt dialektusokban, köztük a kanszai dialektusban, a よう /jó/ és az  ん /-N/ negatív végződés kombinációját használják a személyes képtelenség kifejezésére, mint például a よう言わん /jó iván/ 'Meg sem tudok szólalni' (undorból vagy bátortalanságból) szerkezet esetében.

#### Létezést kifejező igék
A sztenderd japán nyelvben az /iru/ ige használatos az élő dolgok létezésének kifejezésére, viszont ha ezt helyettesítjük az /oru/ igével, szerényebb alakot kapunk. A Japán nyugati részén beszélt dialektusokban az /oru/ igét nem csak alázatot megkövetelő szituációkban, de szinte bármikor használhatják.
Habár a kanszai dialektus a nyugati japánokra jellemző, mégis az いる /iru/-t, s ennek variációt, például az いてる /iteru/-t, Oszakában, Kiotóban, Sigában és még sok más területen használják. E területek lakói, főleg a kiotói nők, hajlamosak az おる /oru/ igét szókimondónak, s lenézőnek titulálni. Általában közeli barátokra, náluk rangban alsóbbrendűekre, s állatokra használják, kerülvén az időseket (kivétel: /orareru/, mely tiszteletteljes kifejezés; orimasu, mely alázatos kifejezés). Más területeken (pl: Hjógo, Mie) az いる /iru/ alig használatos, s az おる /oru/ nem hordozza a negatív jelentéstartalmat (mint például Kiotóban). Vakajama egyes részein az いる /iru/ igét az ある /aru/ igével helyettesítik, melyet más dialektusokban az élettelen objektumok megnevezésére használnak.
Az おる /oru/ igét segédigeként is használják, melyet ebben az esetben /joru/-ként ejtenek. Oszakában, Kiotóban, Sigában, Észak-Narában és Mie egyes részein, főleg férfias nyelvezetben, a よる /joru/ ige használata zavarónak, lenézőnek hathat egy harmadik fél számára. Hjógoban, Dél-Narában, s Vakajama egyes részein pedig egy éppen végbemenő folyamatot jelöl (az ige kapcsolatos alakja +よる). Például: 食べてよる /tabete yoru/ ’éppen eszik’.

#### Negatív alak
Informális beszédben a negatív ige végződése, ami a sztenderd japánban ない /nai/, ん /-n/ vagy へん /-hen/ lesz, mint például az 行かん /ikan/ és az 行かへん /ikahen/ ’nem megyek’ esetében, amit a sztenderd japánban 行かない /ikanai/-nak mondanak. A ん /-N/ végződés a klasszikus japán negatív alaknak, a ぬ /-nu/-nak a transzformációja, mely néhány idiómában is megjelenik. A へん /-hen/ végződés a はせん /va szen/ rövidülésének és változásának eredménye, a /-n/ hangsúlyos alakjak. A やへん /-jahen/, mely egy egyfajta ”átmeneti forma” a はせん /-va szen/ és a へん /-hen/ között, néha még ma is használatos az 一段 /icsidan/ igék esetén. A 五段 /godan/ igék kétféleképpen ragozódhatnak a /-hen/ végződés előtt: a leggyakoribb az /-ahen/, például az 行かへん /ikahen/ esetén, de Oszakában az /-ehen/ végződés is használatos (行けへん /ikehen/). Mikor /-i/ magánhangzó kerül a へん /-hen/ végződés elé, akkor a へん /-hen/ helyett ひん /hin/-t ejtenek, főleg Tokióban. A múlt idejű negatív alak んかった /-N katta/ és へんかった /-heN katta/, egyfajta elegye a ん /-N/-nek, a へん /-heN/-nek és a sztenderd japán múlt idejű negatív alakjának, a なかった /nakatta/-nak. A tradicionális kanszai dialektusban a なんだ /-naNda/ és a へなんだ /-henaNda/, a múlt idejű, negatív alaknál használatos.
- 五段 godan igék: a 使う /cukau/ ’használni’ igéből 使わん /cukavaN/, 使わへん /cukavaheN/, illetve 使えへん /cukaeheN/ alakok lesznek
- 上一段 kami-icsidan igék: 起きる /okiru/     ’felkelni’ igéből 起きん /okiN/, 起きやへん /okijaheN/, 起きへん /okiheN/, illetve 起きひん /okihiN/ alakok lesznek
  - egy morás igék: 見る /miru/ ’látni’ igéből 見ん /miN/, 見やへん /mijaheN/, 見えへん /mieheN/, illetve 見いひん /miːhiN/ alakok lesznek
- 下一段     simo-icsidan igék: 食べる /taberu/ ’enni’ igéből食べん /tabeN/, 食べやへん /tabejaheN/, illetve 食べへん /tabeheN/ alakok lesznek
  - egy morás igék: 寝る /neru/ ’aludni’ igéből 寝ん /neN/, 寝やへん /nejaheN/, illetve 寝えへん /neːheN/ alakok lesznek
- s-rendhagyó igék: する /suru/ igéből せん /seN/, しやへん /sijaheN/, せえへん /szeːheN/, illetveしいひん /siːhiN/ alakok lesznek
- k-rendhagyó igék: 来る /kuru/ igéből 来ん /koN/, きやへん /kijaheN/, けえへん /keːheN/, illetve きいひん /kiːhiN/ alakok lesznek
  - 来おへん /koːheN/: a けえへん /keːheN/ és      a sztenderd 来ない /konai/ ige keveredéséből jött létre, mely      főképp a fiatalok körében használatos, leginkább Kóbéban.

A mindennapi beszédben a へん /-heN/ végződést használják majdnem minden tagadó mondatban, aん /-N/ végződést pedig erőteljesebb tagadás kifejezésekor, illetve idiómák esetén. Például んといて /-N toite/ vagy んとって /-N totte/ végződést használnak a sztenderd ないで /-nai de/ ’légy szíves, ne tedd’ helyett; んでもええ /-N demo eː/ végződést a sztenderd なくてもいい /-nakutemo iː/ ’nem kell megcsinálni’ helyett; és んと（あかん） /-N to (akaN)/ végződést a なくちゃ（いけない) /-nakucsa (ikenai)/ vagy ねばならない /-neba (naranai)/ ’meg kell tenned’ helyett.  Az utolsó végződést helyettesíthetjük a な(あかん) /-na (akaɴ)/ vagy a んならん /-N naraN/ formákkal.

#### Felszólító mód
A kanszai dialektusban 2 féle felszólító mód van. Az egyik ezek közül a szabályos felszólító mód, amely a Késő-közép japán nyelvből maradt fenn. A sztenderd japán nyelv icsidán igéinél előforduló ろ /-ro/ végződés sokkal ritkábban fordul elő a kanszai dialektusban, és általában /-i/ vagy /-e/ végződéssel helyettesítik. A szabályos felszólító módot általában よ /jo/ vagyや /ja/ követ. A másik felszólító mód ”könnyedebb” és valahogy nőiesebb forma, amely határozói igenevet használ (連用形 /renjókei/, mely a ます /maszu/ tő), esetenként ennek megrövidült alakját (連用形  /renjókei/) + なさい /naszai/ végződést. Végződései gyakran megnyúlnak, és ezeket általában や /ja/ vagy な /na/ követ. Kiotóban a nők gyakran kapcsolnak egy よし /-josi/ végződést a nőies felszólító formához.
- godan igék: a 使う /cukau/ ige 使え /cukae/ a szabályos alakban, 使い（い） /cukai(ː)/ feminin alakban
- 上一段 kami-icsidan igék: a 起きる /okiru/ ige 起きい /okiː/ (A-M-A) a szabályos alakban, 起き（い） /oki(ː)/ (A-A-M) feminin alakban
- 下一段 simo-icsidan igék: a 食べる /taberu/ ige 食べえ /tabeː/ (A-M-A) szabályos alakban, 食べ（え） /tabe(ː)/ (A-A-M) feminin alakban
- s-szabálytalan igék: a する /suru/ ige せえ /seː/ szabályos alakban, し（い） /si(ː)/ feminin alakban
- k-szabálytalan igék: a 来る /kuru/ ige こい /koi/ szabályos alakban, き（い） /ki(ː)/ feminin alakban

A kanszai dialektusban tagadó felszólító módban is használható a ”könnyedebb” forma. Ezt a renjókei + な /na/ szerkezettel érhetjük el, mely a renjókei + なさるな /naszaruna/ szerkezet megrövidült változata. A な /na/ sokszor なや /naja/ vagy ないな /naina/ alakká változik. A ”könnyedebb” tagadó felszólító mód struktúrailag ugyanúgy épül fel, mint a felszólító mód + な /na/ szerkezet, melyet a kanszai dialektust beszélők hangsúly alapján könnyedén megkülönböztetnek, de a tokiói dialektust beszélők számára sokszor ez nehéz feladat. Ugyanis a tokiói dialektusban a な /na/ végződés egyes esetekben tiltást fejez ki (ne csinálj valamit). A kiejtés a ”könnyedebb” felszólító mód esetében kevésbé hangsúlyos, a tagadó felszólító mód esetében viszont a な /na/ előtt downstep jellemző. 
- 五段 godan igék: a 使う /cukau/ ige 使うな /cukauna/ szabályos alakban, 使いな /cukaina/ feminin alakban
- 上一段 kami-icsidan igék: az 起きる /okiru/ ige 起きるな /okiruna/ szabályos alakban, 起きな /okina/ feminin alakban
- 下一段 simo-icsidan igék: a食べる /taberu/ ige 食べるな /taberuna/ szabályos alakban, 食べな /tabena/ feminin alakban
- s-szabálytalan igék: a する /suru/ ige するな /suruna/ vagy すな /szuna/ szabályos alakban, しな /sina/ feminin alakban
- k-szabálytalan igék: a 来る /kuru/ igen 来るな /kuruna/ szabályos alakban, きな /kina/ feminin alakban

### Melléknevek
A kanszai dialektusban a melléknév töve általában ugyanaz, mint a sztenderd japán nyelvben, kivételek ez alól a regionális szókincsbeli különbségek. Ugyanaz a folyamat megy végbe a renjókei végződéseknél is, amely a klasszikus japán nyelvben: a jelzői végződés lerövidül. A klasszikus japán esetében a し /-si/ és a き/-ki/ rövidül /-i/-re, a renjókei esetében pedig a く /-ku/ rövidül /-u/-ra. Ezzel a szabályszerűséggel például a 早う /hajoː/-ból (a 早う/hajau/ rövidülése, jelentése: gyors) 早く /hajaku/-t képezhetünk (jelentése: gyorsan). Az évszázadok során gyakran előfordult, hogy elhagyták a mássalhangzót a melléknévi végződés utolsó morájáról (a mássalhangzó elhagyására vezethetőek vissza olyan szavak, mint az ありがとう /arigatoː/ és az おめでとう /omedetoː/, de a kantói dialektus megőrizte a く /-ku/ végződést, míg a し /-si/ és aき /ki/ mégis /i/-re rövidül. Ez felelős az eltérésért a sztenderd nyelvtől.)
A kanszai dialektust beszélők hajlamosak a melléknevek /-i/ végződéseinek elhagyására, és utolsó magánhangzóinak megnyújtására, mely néha tonális változást eredményez. E folyamat által az おもろい /omoroi/ ’érdekes, vicces’-ből おもろう /omoró/, az あつい /acui/ ’meleg, forró’-ból pedig あつう /acú/ vagy あっつ /accu/ lesz. A melléknevek effajta használatát, melyet általában felkiáltásnak szánnak,és gyakran olvashatjuk a klasszikus irodalomban, hallhatjuk sok más modern japán dialektusban, mégis Kanszaiban a leggyakoribb.
Nincs semmilyen speciális ragozás a valószínűség kifejezésére (melléknevek esetében) a kanszai dialektusban, csupán aやろ /jaro/ végződést kell hozzákapcsolni a melléknév szótári alakjához. Például a 安かろう /jaszukaró/ ’valószínűleg olcsó’ alak alig használatos, ehelyett inkább azt mondják 安いやろ /jaszui jaro/. Az udvarias szuffixumokat is, a です/だす/どす /deszu, daszu, doszu/ és a ます /-maszu/, a sztenderd japánban megszokott でしょう /desó/ helyett やろ /jaro/ követ. Például a 今日は晴れでしょう /kjó va hare desó/ ’Ma valószínű szép időnk lesz’ a kanszai dialektus szerint 今日は晴れですやろ /kjó va hare jaro/. 

### Kopulák
A sztenderd japán nyelv だ /da/ kopuláját a kanszai dialektusban や /ja/ kopulával helyettesítik. Ugyan ez vonatkozik ragozott formáira, mely által a だろう /daró/-ból やろ /jaro/, a だった /datta/-ból やった /jatta/ lesz. Fontos megjegyezni, hogy a だろう /daró/ leginkább a férfias nyelvezet része, míg a やろ /jaro/-t nők és férfiak is használják. A negatív kopula ではない /de va nai/ vagy じゃない /dzsa nai/ a kanszai dialektusban やない /ya nai/ vagy やあらへん/やあれへん /ya arahen, ya arehen/. A や /ya/, mely a である /dearu/ beszélt nyelvi alakja, a じゃ /dzsa/-ból eredeztethető, mely a kései Edo korból származik (viszont beszélt nyelvben a /dzsa/-t még mindig használják). A じゃ /dzsa/-t többnyire Japán nyugati részén őrizték meg (például Hirosimában), s fikciókban idős férfiak sztereotipizálására is használják.
A や /ja/ és a じゃ /dzsa/ csak informális szituációkban használhatóak, éppen úgy, mint a sztenderd japán だ /da/-ja, míg a sztenderd です /desz/ legfőképp formális nyelvezetben, úgynevezett 敬語 /keigo/-ban használatos. A formális ます /masz/, です /desz/, ございます /gozaimasz/ alakokat Kanszaiban is használják, épp úgy, mint Tokióban, de a kanszai dialektus rendelkezik saját udvariassági formulákkal. A です /desz/-t Oszakában だす /dasz/-ként, Kiotóban どす /dosz/-ként ejtik. Az おます /omasz/ egy másik egyedi, udvarias alak, melyet Kiotóban sokszor おす /oszu/-nak ejtenek. Az おます /omasz/ használata megegyezik a ございます /gozaimasz/ használatával, mely az ある /aru/ udvarias alakja, viszont közel sem olyan formális, mint a ございます/gozaimasz/. Oszakában a だす /dasz/-t és az おます /omasz/-t sokszor lerövidítik: だ /da/, おま /oma/. Az おます /omasz/ és おす /oszu/ negatív formái: おまへん /omahen/, おへん /ohen/.
Mikor néhány mondatvégi partikula és a valószínűség kifejezésére használatos やろ /jaro/ forma /-szu/ udvarias végződést követ, akkor összeolvadás történik (ez legfőképpen Oszakában jellemző). Ma ezt a kombinált formát régimódinak, túlzónak tekintik.
- n’na (-szu + na), hangsúlyozás. Például: Bocsi-bocsi den’na. ’Hát, is-is’
- n’nen (-szu + nen), hangsúlyozás. Például: Csáiman’nen. ’Ez helytelen’
- nganan (-szu + gana), hangsúlyozás. Például: Jorosú tanomimangana. ’Örülök, hogy megismerhetlek’
- kka (-szu + ka), kérdés. Például: Mókarimakka? ’Hogy halad az üzlet?’
- n’no (-szu +no), kérdés. Például: Nanyi jütteman’no? ’Miről beszélsz?’
- ssze (-szu + e, a /jo/ egy variációjaként), magyarázat, tanács. Például: Ee toko osiemassze! ’Majd én mutatok egy jó helyet’
- ssáró (szu + jaro), feltevés, meggyőződés. Például: Kjó va hare dessaro. ’Ma valószínűleg jó idő lesz.’

### Aspektusok
A köznapi kanszai beszédben kétféle folyamatos igeszemléletet különböztetünk meg: a てる /-teru/-t és a とる /-toru/-t. Az előbbi a sztenderd japánban használt ている /-te iru/, az utóbbi pedig a ておる /-te oru/ rövidített alakja, mely más nyugati japán dialektusokban használt forma. A てる /-teru/ és とる /-toru/ használata megegyezik az いる /-iru/ és おる /-oru/ használatával.
Az élettelen objektumok kifejezésére használt たる /-taru/ és たある /-ta aru/ alakok a てある /-te aru/ rövidített alakjai. A sztenderd japánban a てある /-te aru/-t csak tárgyas igék esetében használják, de a kanszai たる /-taru/-t vagy たある /ta aru/-t tárgyatlan igék esetében is. Fontos megemlíteni, hogy a てやる /-te jaru/ ’csinálni valamit valakinek’ jelentésű igevégződés szintén たる /-taru/-vá rövidül (Szensuban és Vakajamában ちゃる /csaru/-vá), így célszerű nem összekeverni a kettőt.
Más nyugat-japáni dialektusok, mint Csúgoku vagy Sikoku dialektusai, megkülönböztetik az igei aspektusokat (よる /-joru/ a folyamatos, とる /toru/ a befelyezett alak). A Kanszai régióban található Hjógo déli részén és a Kii-félszigeten szintén megkülönböztetik ezeket az aspektusokat. Vakajama egyes részein a よる /-joru/ és とる /-toru/ alakok helyett a やる /やる/ és a たある/ちゃある /ta aru, csa aru/ alakokat használják.

### Bibliográfia
A nem japán anyanyelvűek számára sokkal több lehetőség van a kanszai dialektus elsajátítására, mint más dialektusok esetében (angol, illetve japán nyelven).
- Palter, DC and Slotsve, Kaoru Horiuchi (1995). Colloquial Kansai Japanese: The Dialects and Culture of the Kansai Region. Boston: Charles E. Tuttle Publishing. ISBN 0-8048-3723-6.
  - Colloquial Kansai Japanese at Google Books
  - Kinki Japanese at Google Books
- Tse, Peter (1993). Kansai Japanese: The language of Osaka, Kyoto, and western Japan. Boston: Charles E. Tuttle Publishing. ISBN 0-8048-1868-1.
  - Kansai Japanese at Google Books
- Takahashi, Hiroshi and Kyoko (1995). How to speak Osaka Dialect. Kobe: Taiseido Shobo Co. Ltd. ISBN 978-4-88463-076-8
- Minoru Umegaki (Ed.) (1962). 近畿方言の総合的研究 (Kinki hōgen no sōgōteki kenkyū). Tokyo: Sanseido.
- Isamu Maeda (1965). 上方語源辞典 (Kamigata gogen jiten). Tokyo: Tokyodo Publishing.
- Kiichi Iitoyo, Sukezumi Hino, Ryōichi Satō (Ed.) (1982). 講座方言学7 -近畿地方の方言- (Kōza hōgengaku 7 -Kinki chihō no hōgen-). Tokyo: Kokushokankōkai
- Shinji Sanada, Makiko Okamoto, Yoko Ujihara (2006). 聞いておぼえる関西(大阪)弁入門 (Kiite oboeru Kansai Ōsaka-ben nyūmon). Tokyo: Hituzi Syobo Publishing. ISBN 978-4-89476-296-1.

## Fordítás
- Ez a szócikk részben vagy egészben  a   Kansai dialect című angol Wikipédia-szócikk fordításán alapul.  Az eredeti cikk szerkesztőit annak laptörténete sorolja fel. Ez a jelzés csupán a megfogalmazás eredetét és a szerzői jogokat jelzi, nem szolgál a cikkben szereplő információk forrásmegjelöléseként.